# ویلیام آتریل
ویلیام آتریل (فرانسوی: William Attrill‎; ۱ مارس ۱۸۶۸ – ۱ ژانویهٔ ۱۹۳۹) بازیکن کریکت اهل فرانسه بود.